# Campeonato Mundial de Atletismo de 2009 - Lançamento de disco masculino
O lançamento de disco masculino do Campeonato Mundial de Atletismo de 2009 foi disputado nos dias 18 de agosto, com as eliminatórias, e 19 de agosto com a final, no Olympiastadion, em Berlim.

## Recordes
Antes desta competição, os recordes mundiais e do campeonato nesta prova eram os seguintes:
| Tipo                  | Atleta            | Distância | Local          | Data                | Ref |
| --------------------- | ----------------- | --------- | -------------- | ------------------- | --- |
|                       | Jürgen Schult     | 74,08     | Neubrandenburg | 6 de junho de 1986  | ver |
| Recorde do campeonato | Virgilijus Alekna | 70,17     | Helsinque      | 7 de agosto de 2005 | ver |

## Medalhistas
| Ouro                 | Prata                   | Bronze            |
| Robert Harting (GER) | Piotr Malachowski (POL) | Gerd Kanter (EST) |

## Resultados

### Eliminatórias
Estes são os resultados das eliminatórias. Os 30 atletas inscritos foram divididos em dois grupos, se classificando para a final os que atingissem a marca de 64,50m (Q) ou, no mínimo, doze atletas com as melhores marcas (q).

#### Grupo A
| Pos. | Atleta                        | #1    | #2    | #3    | Res.      | Notas |
| ---- | ----------------------------- | ----- | ----- | ----- | --------- | ----- |
| 1    | GER Robert Harting            | 66,81 |       |       | 66,81 (Q) |       |
| 2    | EST Gerd Kanter               | 66,73 |       |       | 66,73 (Q) |       |
| 3    | USA Casey Malone              | 65,13 |       |       | 65,13 (Q) |       |
| 4    | ESP Mario Pestano             | 65,03 |       |       | 65,03 (Q) |       |
| 5    | RUS Bogdan Pishchalnikov      | 62,93 | 61,09 | 60,08 | 62,93 (q) |       |
| 6    | EGY Omar Ahmed El Ghazaly     | 62,84 | 62,09 | x     | 62,84 (q) |       |
| 7    | EST Aleksander Tammert        | 62,24 | 61,93 | 59,44 | 62,24     |       |
| 8    | USA Ian Waltz                 | x     | 60,27 | 62,04 | 62,04     |       |
| 9    | AUS Benn Harradine            | 60,73 | 61,74 | 60,79 | 61,74     |       |
| 10   | NOR Gaute Myklebust           | x     | 60,80 | x     | 60,80     |       |
| 11   | FRA Bertrand Vili             | 60,68 | x     | x     | 60,68     |       |
| 12   | ARG Jorge Balliengo           | 56,69 | 55,32 | 59,19 | 59,19     |       |
| 13   | UKR Oleksiy Semenov           | 58,78 | 57,31 | x     | 58,78     |       |
| 14   | SUI Daniel Schärer            | 58,50 | 58,23 | 57,22 | 58,50     |       |
|      | IRQ Haider Naser Abdulshaheed | x     | x     | x     | NM        |       |

#### Grupo B
| Pos. | Atleta                     | #1    | #2    | #3    | Res.      | Notas |
| ---- | -------------------------- | ----- | ----- | ----- | --------- | ----- |
| 1    | HUN Zoltán Kővágó          | x     | 65,82 |       | 65,82 (Q) |       |
| 2    | USA Jarred Rome            | 60,92 | 65,51 |       | 65,51 (Q) |       |
| 3    | LTU Virgilijus Alekna      | 65,04 |       |       | 65,04 (Q) |       |
| 4    | POL Piotr Małachowski      | 64,20 | 64,48 | 62,65 | 64,48 (q) |       |
| 5    | AUT Gerhard Mayer          | 62,53 | 59,33 | 62,19 | 62,53 (q) |       |
| 6    | FIN Frantz Kruger          | 62,29 | x     | 60,45 | 62,29 (q) |       |
| 7    | ESP Yennifer Frank Casañas | x     | x     | 61,10 | 61,10     |       |
| 8    | NED Erik Cadee             | x     | 60,64 | x     | 60,64     |       |
| 9    | GER Markus Münch           | 60,55 | x     | 59,12 | 60,55     |       |
| 10   | UKR Ivan Hryshyn           | 59,93 | 57,28 | X     | 59,93     |       |
| 11   | EST Märt Israel            | 59,58 | x     | -     | 59,58     |       |
| 12   | QAT Ahmed Mohamed Dheeb    | 55,33 | 59,16 | x     | 59,16     |       |
| 13   | RUS Nikolay Sedyuk         | x     | 59,03 | 58,62 | 59,03     |       |
| 14   | ARG Germán Lauro           | 57,88 | x     | x     | 57,88     |       |
| 15   | TUR Ercüment Olgundeniz    | 56,54 | x     | 57,52 | 57,52     |       |

- x = Arremesso inválido

### Final
Estes são os resultados da final:
| Pos               | Atleta                    | #1    | #2    | #3    | #4    | #5    | #6    | Res.  | Notas            |
| ----------------- | ------------------------- | ----- | ----- | ----- | ----- | ----- | ----- | ----- | ---------------- |
| Medalha de ouro   | GER Robert Harting        | 68.25 | 67.04 | 67.80 | x     | 67.80 | 69.43 | 69.43 | Recorde pessoal  |
| Medalha de prata  | POL Piotr Malachowski     | 68.77 | 68.05 | 67.00 | x     | 69.15 | 67.33 | 69.15 | Recorde nacional |
| Medalha de bronze | EST Gerd Kanter           | 65.91 | 65.65 | x     | 66.88 | 66.24 | 65.45 | 66.88 |                  |
| 4                 | LTU Virgilijus Alekna     | 66.36 | 66.32 | 65.68 | 64.53 | 66.24 | x     | 66.36 |                  |
| 5                 | USA Casey Malone          | 63.61 | 61.59 | 65.64 | 64.84 | 65.98 | 66.06 | 66.06 |                  |
| 6                 | HUN Zoltán Kövágó         | x     | 63.09 | 62.47 | x     | 65.17 | 61.69 | 65.17 |                  |
| 7                 | RUS Bogdan Pishchalnikov  | 62.03 | 63.29 | 63.18 | 64.26 | 65.02 | x     | 65.02 |                  |
| 8                 | AUT Gerhard Mayer         | 62.16 | 60.49 | 63.17 | x     | 60.83 | x     | 63.17 |                  |
| 9                 | EGY Omar Ahmed El Ghazaly | 62.13 | 62.83 | 62.76 |       |       |       | 62.83 |                  |
| 10                | ESP Mario Pestano         | 62.76 | x     | 62.27 |       |       |       | 62.76 |                  |
| 11                | USA Jarred Rome           | 58.48 | 62.47 | x     |       |       |       | 62.47 |                  |
| 12                | FIN Frantz Kruger         | x     | 59.77 | x     |       |       |       | 59.77 |                  |

Legenda
| Recorde mundial       | Recorde mundial (World record)               |                       | Recorde africano                      | Recorde africano (African) |                                           | Q | Classificado por posição (Qualified) |
| Recorde do campeonato | Recorde do campeonato (Championship record)  | Recorde da América    | Recorde da América (Americas)         | q                          | Classificado por melhor tempo (Qualified) |   |                                      |
| Melhor marca do ano   | Melhor marca do ano (World leading)          | Recorde asiático      | Recorde asiático (Asian)              | DNS                        | Não largou (Did not start)                |   |                                      |
| Recorde nacional      | Recorde nacional (National record)           | Recorde europeu       | Recorde europeu (European)            | DNF                        | Não terminou (Did not finish)             |   |                                      |
| Recorde pessoal       | Recorde pessoal do atleta (Personal best)    | Recorde da Oceania    | Recorde da Oceania (Oceania)          | DSQ / DQ                   | Desclassificado (Disqualified)            |   |                                      |
| Recorde da temporada  | Recorde da temporada do atleta (Season best) | Recorde sul-americano | Recorde sul-americano (South America) | NM                         | Sem marca (No mark)                       |   |                                      |